# Bergsteigergruppe Alpina
Die Bergsteigergruppe Alpina (BGA) wurde 1956 gegründet und ist eine Vereinigung von Extrembergsteigern der Schweiz.

## Geschichte
Am 24./25. November 1956 gründeten sieben Extrembergsteiger aus der Innerschweiz in der Brunnihütte bei Engelberg die Bergsteigergruppe Alpina. Erster Präsident war Max Eiselin, Gründer des ersten Bersportgeschäfts der Schweiz und Leiter der Expedition, der 1960 die Erstbesteigung des Dhaulagiri gelang. Weitere Gründungsmitglieder mit einer grossen Zahl von Erstbegehungen waren u. a. Kurt Grüter und Sepp Inwyler. Auch Frauen wurden aufgenommen. Zu den Mitgliedern gehörte später u. a. auch der 1986 am Makalu ums Leben gekommene Spitzenbergsteiger Marcel Rüedi.
Ein Zweck der Vereinigung war unter anderem der Aufbau eines Rettungswesens für Unfälle in extremem Gelände, da zu jener Zeit Helikopterrettungen noch unbekannt waren. Anlass war der Tod eines Freundes kurz zuvor in der Wellhorn-Südostwand. Die BGA konnte spektakuläre Rettungsaktionen durchführen, z. B. in der Nordwand des Bockmattli.
Mitglieder mussten und müssen jährlich ihre Tourenliste einreichen und sich damit über ein hohes alpinistisches Niveau ausweisen. Heute sind die Anforderungen nicht mehr so streng, da einige Veteranen ins Alter gekommen sind. Die BGA führt aber noch immer regelmässig Rettungskurse durch, saniert Kletterrouten und befasst sich mit Sicherheit im Klettersport. Wichtig sind aber auch gesellige Anlässe, der Austausch von Informationen und gemeinsame Touren.